# أبو الفرج البغدادي
وهو الشيخ أبو الفرج عز الدين عبد الرحمن بن أبي الفضل شجاع ابن الحسن بن الفضل البغدادي الحنفي.
ولد في محلة باب الطاق ببغداد عام 539هـ/1135م، وتفقه على والده، وعلماء عصره، وكان والده مدرساً في مدرسة الامام أبي حنيفة النعمان، وأحد المتميزين من الفقهاء الحنفية، مع اشتهاره بالتقوى والصلاح بين العلماء.
سمع من الحافظ أبي الفضل محمد بن ناصر، وأبي العباس أحمد بن يحيى بن ناقة وغيرهمـا من علماء بغداد، وحدث وأفتى كثيراً، وأشتهر بالتدريس للفقه، وكان له كلام حسن في المناظرة. وكان الشيخ أبو المحاسن عبد اللطيف ابن الكيال الواسطي المدرس بمدرسة أبي حنيفة النعمان قد استنابه في التدريس عنه بالمدرسة، عام 594هـ/1197م، كما كان أبو الفرج رفيقاً وصاحباً للشيخ الفقيه ضياء الدين التركستاني في التدريس في المدرسة، بعد عام 604هـ/1207م.
وكان التركستاني يدرس يومين وبقية الأيام لأبي الفرج، وروى عنه الشيخ بكبرس الناصري عام 608هـ/1211م.

## وفاته
توفي أبو الفرج في بغداد يوم الأثنين 16 شعبان عام 609هـ/1212م، ودفن في اليوم التالي في مقابر الخيزران.